# لانس إي. ديفيس
لانس إي. ديفيس (بالإنجليزية: Lance E. Davis)‏ هو مؤرخ اقتصادي أمريكي، ولد في 3 نوفمبر 1928 في سياتل في الولايات المتحدة، وتوفي في 20 يناير 2014.